# Malkapur (Kolhapur)
Malkapur è una città dell'India di 5.503 abitanti, situata nel distretto di Kolhapur, nello stato federato del Maharashtra. In base al numero di abitanti la città rientra nella classe V (da 5.000 a 9.999 persone).

## Geografia fisica
La città è situata a 16° 57' 22 N e 73° 56' 16 E.

## Società

### Evoluzione demografica
Al censimento del 2001 la popolazione di Malkapur assommava a 5.503 persone, delle quali 2.784 maschi e 2.719 femmine. I bambini di età inferiore o uguale ai sei anni assommavano a 635, dei quali 350 maschi e 285 femmine. Infine, coloro che erano in grado di saper almeno leggere e scrivere erano 4.365, dei quali 2.350 maschi e 2.015 femmine.